# المجلس الشمالي
المجلس الشمالي أو المجلس النوردي هو الهيئة الرسمية المعنية بالتعاون الشمالي البرلماني الدولي الرسمي بين دول الشمال (البلدان النوردية). تأسس عام 1952، وله 87 ممثلًا من الدنمارك وفنلندا وآيسلندا والنرويج والسويد بالإضافة إلى جزر فارو وغرينلاند وجزر أولاند، وهي مناطق حكم ذاتي. والممثلون هم أعضاء في برلمان بلدانهم أو مناطقهم ومُنتَخبون من قِبل هذه المجالس البرلمانية. يعقد المجلس جلسات عادية كل سنة في أكتوبر/نوفمبر ويكون هناك عادةً جلسة إضافية واحدة في السنة ذات موضوع معين. اللغات الرسمية للمجلس هي الدنماركية والفنلندية والآيسلندية والنرويجية والسويدية، إلا أن لغات عمل المجلس هي الدنماركية والنرويجية والسويدية. تُشكل هذه اللغات الثلاثة، اللغة الأولى لما يقارب 80% من التعداد السكاني للمنطقة ويجري تعلّمهم كلغة ثانية أو لغة أجنبية من قِبل 20% من التعداد السكاني المتبقي.
في عام 1971، تأسس مجلس الوزراء الشمالي، محفل حكومي دولي، لاستكمال المجلس. يشارك المجلس ومجلس الوزراء في أشكال تعاون عدة مع المناطق المجاورة، منها مجلس البلطيق واتحاد البنلوكس، بالإضافة إلى روسيا وشليسفيش هولشتاين.

## تاريخه
خلال الحرب العالمية الثانية، احتُلت الدنمارك والنرويج من قِبل ألمانيا؛ كانت فنلندا تتعرض لهجوم من قِبل الاتحاد السوفييتي؛ في حين لامست السويد أثر الحرب رغم حيادها. عقب الحرب، سعت دول الشمال (البلدان النوردية) إلى تحقيق فكرة الاتحاد الدفاعي الاسكندنافي لتأمين دفاعها المشترك. على أي حال، لم تتمكن فنلندا من المشاركة، بسبب سياسة حيادها المعروفة بمبدأ بآسيكيفي-ككّونن واتفاق الصداقة والتعاون والمساعدة المتبادلة مع الاتحاد السوفييتي.
قُدم اقتراح بتوحيد دفاعات بلدان الشمال وسياساتها الخارجية وبقائها محايدة في حالة النزاع وألّا تكون حليفًا مع الناتو، كما كان يخطط البعض في ذلك الوقت. صرحت الولايات المتحدة، الحريصة على الحصول على قواعد في إسكندنافيا والتي تعتقد أن بلدان الشمال غير قادرة على الدفاع عن نفسها، أنها لن تكفل الدعم العسكري لإسكندنافيا إذا لم تنضم إلى الناتو. انهار المشروع بانضمام الدنمارك والنرويج وآيسلندا إلى الناتو، إذ كانت الدنمارك والنرويج تسعيان للحصول على المساعدة الأمريكية لإعادة إعمار ما بعد الحرب.
أيضًا، فشل تعاون شمالي آخر، على شكل اتحاد جمركي اقتصادي. أسفر ذلك عن اقتراح رئيس الوزراء الدنماركي هانس هيدتوفت، في عام 1951، مجلس استشاري برلماني دولي. جرت الموافقة على هذا الاقتراح من قِبل الدنمارك وآيسلندا والنرويج والسويد عام 1952. عُقدت أول جلسة للمجلس في البرلمان الدنماركي يوم 13 فبراير عام 1953 وانتُخب هانس هيدتوفت كرئيسٍ له. حين ذابت العلاقات الفنلندية السوفييتية إثر وفاة جوزيف ستالين، انضمت فنلندا إلى المجلس عام 1955.
في 2 يوليو عام 1954، أُنشأ سوق العمل الشمالي وفي عام 1958 تأسس الاتحاد الشمالي لجوازات السفر، بالاستفادة من اتفاق عام 1952 القاضي بإلغاء جوازات السفر للتنقل بين الدنمارك والنرويج والسويد. ساعدت هذه الإجراءات على ضمان حرية حركة مواطني الشمال في جميع أنحاء المنطقة. نُفذ مؤتمر شمالي حول الضمان الاجتماعي عام 1955. كان هناك أيضًا خطط من أجل سوق موحدة لكنها أُهملت عام 1959 قبل وقت قصير من انضمام الدنمارك والنرويج والسويد إلى المنطقة الأوروبية للتجارة الحرة. أصبحت فنلندا عضوًا مُنتسبًا إلى المنطقة الأوروبية للتجارة الحرة عام 1961 وتقدمت الدنمارك والنرويج بطلب للانضمام إلى السوق الأوروبية المشتركة.
قادت هذه الحركة تجاه السوق الأوروبية المشتركة إلى رغبة بوضع معاهدة شمالية رسمية. حددت معاهدة هلسنكي طرق عمل المجلس ودخلت حيز التنفيذ في 24 مارس عام 1962. أُحرِزت تطورات أخرى على صعيد التعاون الشمالي في السنوات التالية: جرى تأسيس المعهد الشمالي للصحة العامة، وصندوق التمويل الثقافي الشمالي، وذا نورديك هاوس (المنزل الثقافي) في ريكيافيك. اقترح رئيس الوزراء الدنماركي هيلمار بونسغارد تعاونًا اقتصاديًا كاملًا («نوردِك») عام 1968. جرى الاتفاق على نوردِك عام 1970، لكن تراجعت فنلندا حينها، مصرحة أن روابطها مع الاتحاد السوفييتي تعني عدم تمكنها من تشكيل روابط اقتصادية وثيقة مع أعضاء محتملين للسوق الأوروبية المشتركة (الدنمارك والنرويج). جرى بعد ذلك التخلي عن منظمة نوردِك.
نتيجة لذلك، قدمت الدنمارك والنرويج طلبًا للانضمام إلى السوق الأوروبية المشتركة وأُنشأ مجلس الوزراء الشمالي عام 1971 لضمان التعاون الشمالي الدائم. في عام 1970 سُمح لممثلي جز فارو وأولاند بأخذ دور في المجلس الشمالي كجزء من الوفدين الدنماركي والفنلندي. رُفضت عضوية النرويج في السوق الأوروبية المشتركة عام 1972 في حين كانت الدنمارك بمثابة بنّاء جسور بين السوق الأوروبية المشتركة ودول الشمال. أيضًا في عام 1973، رغم أنها لم تختر عضوية كاملة في السوق الأوروبية المشتركة، تفاوضت فنلندا على معاهدة تجارة حرة مع السوق الأوروبية المشتركة أُزيلت من خلالها الرسوم الجمركية عمليًا من عام 1977 وما بعد، رغم أنه كان هناك فترات انتقالية لغاية عام 1985 بالنسبة لبعض المنتجات. لم تلتزم السويد بسبب سياستها بعدم الانحياز، التي هدفت إلى الحفاظ على الحياد. غادرت غرينلاند لاحقًا السوق الأوروبية المشتركة وكانت منذ حينها تسعى لدور نشط أكثر في شؤون المنطقة القطبية الشمالية.
في سبعينيات القرن العشرين، أسس المجلس الشمالي، صندوق التمويل الصناعي الشمالي ونوردتست وبنك الاستثمار الشمالي. توسعت اختصاصات المجلس أيضًا لتشمل الحماية البيئية و، في سبيل تنظيف التلوث في بحر البلطيق وشمال الأطلسي، جرى تأسيس شبكة طاقة مشتركة. أُنشأ المجلس الشمالي للسياسة العلمية عام 1983 وفي عام 1984، سُمح لممثلين من غرينلاند بالانضمام إلى الوفد الدنماركي.
عقب انهيار الاتحاد السوفييتي عام 1991، بدأ مجلس الشمال بالتعاون أكثر مع دول البلطيق والمنظمات الجديدة لدول بحر البلطيق. انضمت السويد وفنلندا إلى الاتحاد الأوروبي، خليفة السوق الأوروبية المشتركة، عام 1995. قدمت النرويج طلب انضمام أيضًا، لكن رُفضت عضويتها مرة أخرة. على أي حال، انضمت النرويج وآيسلندا إلى المنطقة الاقتصادية الأوروبية التي أدمجتهم اقتصاديًا مع الاتحاد الأوروبي. أُدخل الاتحاد الشمالي لجوازات السفر ضمن اتفاقية منطقة شنغن الخاصة بالاتحاد الأوروبي عام 1996.
أصبح مجلس الشمال منفتحًا أكثر على المنطقة القطبية الشمالية ودول البلطيق وأوروبا وكندا. أسفر جسر أوريسند الذي يربط بين السويد والدنمارك عن حجم تنقل كبير عبر الحدود، والذي أدى بدوره إلى بذل جهود أكبر للحد من العوائق. على أي حال، أصبحت مهام المجلس الشمالي وأعماله المُتصورة في البداية، ساكنة جزئيًا بسبب التداخل الكبير مع الاتحاد الأوروبي والسوق الأوروبية المشتركة. في عام 2008 بدأت آيسلندا محادثاتها بشأن العضوية مع الاتحاد الأوروبي، لكنها قررت إلغائها عام 2015.

## الأعضاء
في المجلسين يوجد دول أعضاء ذات استقلال كامل ومناطق ذات حكم ذاتي.

### الدول
- الدنمارك : 16 مقعد
- فنلندا : 18 مقعد
- آيسلندا : 7 مقاعد
- النرويج : 20 مقعد
- السويد : 20 مقعد

في 2005 استونيا القريبة ثقافيا من فنلندا وتاريخيا من الدنمارك والسويد كان من أولوياتها الدخول إلى المجلس الشمالي لكن حتى الآن لم تنخرط في المجلسين.

### المناطق ذات الحكم الذاتي
- جزر فارو (الدنمارك) : 2 مقعد
- جرينلاند (الدنمارك) : 2 مقعد
- جزر أولاند (فنلندا) : 2 مقعد

## الانجازات
مند تأسيس المجلس، اتفق الأعضاء على قوانين موحدة في ما يخص سوق العمل والضمان الاجتماعي. يوفر المجلس أيضا حرية التنقل بين البلدان الأعضاء بدون جواز سفر ضمن للاتحاد الشمالي لجوازات السفر.
في ما يخص الميدان الحربي فأعضاء المجلس يعرفون حالات مختلفة : الدانمارك والنرويج وآيسلندا هم أعضاء لحلف الناتو أما السويد وفنلندا فهما دولتان محايدتان. إن المجلس الشمالي لم يتورط في أي مسألة عسكرية.